# Satan Met a Lady
Satan Met a Lady è un film del 1936 diretto da William Dieterle. La sceneggiatura di Brown Holmes è l'adattamento del romanzo Il falcone maltese di Dashiell Hammett, già portato sullo schermo nel 1931 con The Maltese Falcon.

## Trama
L'investigatore privato Ted Shane torna a lavorare con il suo vecchio socio, Milton Ames ma quest'ultimo non sprizza felicità nel ritrovarsi in ufficio Ted visto che sua moglie Astrid è stata un'antica fiamma dell'amico. Pur tuttavia, Ted viene accettato anche perché riesce a procurare all'agenzia dei nuovi clienti. Uno di questi è l'intrigante Valerie Purvis, venuta a chiedere che le ritrovino il tipo che l'ha piantata. Ames si mette a seguirla, assistendo all'incontro della donna con un uomo. Convinto che questi lo porterà all'amante di Valerie, Ames lo pedina.
Il giorno seguente, vengono ritrovati i corpi senza vita di Ames e dell'altro uomo, tale Farrow. I sospetti della polizia si appuntano su Shane che ritrova Valerie, mettendola alle strette per farle confessare la sua vera storia. Lei reagisce puntandogli addosso una pistola.
Ritornato a casa, Shane trova il suo appartamento e l'ufficio sottosopra. In un armadio, trova chiusa la segretaria, Miss Murgatroyd. Quello sfacelo è stato provocato da Anthony Travers, un inglese sulle tracce di un misterioso oggetto, il corno di Orlando, che si racconta sia pieno di gioielli preziosi. Shane comincia a sospettare che Valerie sia anche lei alla ricerca del corno, ma lei nega recisamente. L'investigatore viene prelevato da un uomo armato che lo porta al cospetto di Madame Barabbas, una famigerata criminale, che lo incarica di trovarle il prezioso oggetto.
Una soffiata mette l'investigatore sulle tracce del corno che dovrebbe trovarsi su una nave ormeggiata in porto. Ma quando Shane arriva al molo, la nave è ormai in fiamme con Madame Barabbas, Valerie e Travers che assistono all'incendio. Nella confusione del momento, Shane riesce a mettere le mani su un pacchetto che contiene il tanto ricercato corno. Ma quando lo apre, invece di gioielli, ne esce solo sabbia.

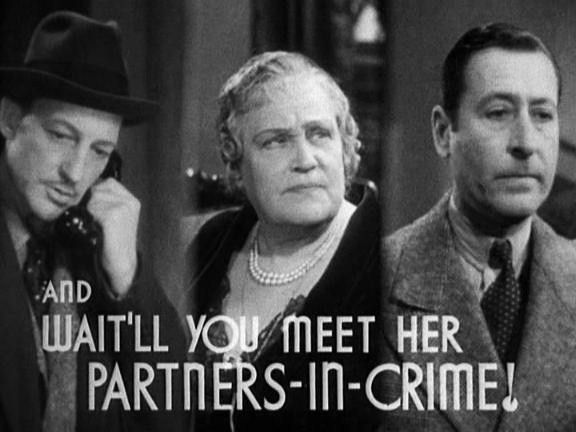
Warren William, Alison Skipworth e Arthur Treacher

La polizia arresta tutti i criminali, mentre Shane scappa in treno con Valerie. Lì, i due hanno un faccia a faccia dove lui l'accusa dell'omicidio del suo socio e di quello di Farrow, compiuto per potersi impadronire del corno. Poi, alla fermata del treno, la consegna alla polizia e se ne va insieme a Miss Murgatroyd, la fedele segretaria che lo stava aspettando.

## Produzione
Il film fu prodotto dalla Warner Bros. Pictures Inc. con il titolo di lavorazione The Man in the Black Hat.

### Brani musicali
- I'd Rather Listen to Your Eyes (1935)
  - Musica di Harry Warren
- Sweet Georgia Brown (1925)
  - Musica di Maceo Pinkard

## Distribuzione
Distribuito dalla Warner Bros. e da The Vitaphone Corp., il film uscì nelle sale cinematografiche degli Stati Uniti il 22 luglio 1936.
È stato distribuito in VHS dalla MGM/UA Home Video e, nel 2006, in DVD dalla Warner Home Video.